# Quchan
Qūchān (farsi قوچان) è il capoluogo dello shahrestān di Quchan, circoscrizione Centrale, nella provincia del Razavi Khorasan in Iran. Aveva, nel 2006, una popolazione di 96.953 abitanti. Si trova nella parte settentrionale della provincia, 10 km a sud del confine turkmeno e 120 km a nord-ovest di Mashhad. Ha avuto in passato i nomi di Khabooshan e Khoojan.